# انتونیو امیندا
انتونیو امیندا (انگلیسی: Antonio Ameijenda؛ زادهٔ ۱۱ فوریهٔ ۱۹۴۸) بازیکن فوتبال اهل آرژانتین است.
از باشگاه‌هایی که در آن بازی کرده‌است می‌توان به باشگاه فوتبال اتلتیکو هوراکان، باشگاه فوتبال جیمناسیا لاپلاتا، باشگاه فوتبال استودیانتس، و باشگاه ورزشی سن لورنسو آلماگرو اشاره کرد.